# Achille Manfredini
Achille Manfredini (Catanzaro, 13 maggio 1869 – 1920) è stato un ingegnere e architetto italiano, uno dei più noti esponenti dello stile floreale a Milano e che operò anche nella città di Messina.

## Biografia
Nato da genitori milanesi, si laureò ingegnere civile al Politecnico di Milano nel 1891. Sua la Casa Lancia del 1905 e demolita nel 1939 per fare spazio al Palazzo del Banco di Roma dell'architetto Scoccimarro e che mostrava una facciata incrostata da pesanti decorazioni. 
Manfredini nel 1907 realizzò l'Kursaal Diana; fu anche progettista di un grattacielo milanese di tredici piani nella piazza di S. Giovanni in Conca (1913/14), noto come Grattanuvole.
Inoltre fu direttore del "Monitore tecnico", una rivista, fondata e diretta da Achille Manfredini. Il "Monitore tecnico" uscì con il primo numero a "Milano, 15 dicembre 1894 - Giornale d'architettura, d'ingegneria civile ed industriale, d'edilizia ed arti affini".

## Opere
- Casa Lancia (Milano, 1905)

- Casa Vanoni (Milano, 1907)
- Kursaal Diana (Milano, 1907)
- Casa Giovini (Milano, 1909)